# Miss Universo Barbados
Miss Universo Barbados (en inglés: Miss Universe Barbados) fue un concurso de belleza nacional en Barbados. Se encargaba de seleccionar a las representantes del país para el concurso Miss Universo.
Barbados participó por última vez en Miss Universo en 2020. Desde entonces, el país no ha vuelto a participar en el concurso, habiéndose retirado de la edición 2021 debido a la pandemia de COVID-19. Además, en marzo de 2022, Crown Events Inc., la compañía que poseía la licencia de Miss Universo para Barbados desde 2016, renunció a dicha licencia.

## Ganadoras
: Declarada como ganadora
     : Terminó como finalista
     : Terminó como una de las semifinalistas o cuartofinalistas
     : Terminó como ganadora de premios especiales
| Año                           | Parroquia     | Miss Universo Barbados | Posición en Miss Universo | Premios especiales | Notas                          |
| ----------------------------- | ------------- | ---------------------- | ------------------------- | ------------------ | ------------------------------ |
| No compite desde 2021         |               |                        |                           |                    |                                |
| 2020                          | Bridgetown    | Hillary-Ann Williams   | No clasificó              |                    | Designada.                     |
| 2019                          | Christ Church | Shanel Ifill           | No clasificó              |                    | Renunció.                      |
| 2018                          | Christ Church | Meghan Theobalds       | No clasificó              |                    |                                |
| 2017                          | Bridgetown    | Lesley Chapman         | No clasificó              |                    |                                |
| 2016                          | Christ Church | Shannon Harris         | No clasificó              |                    | Dirección de Crown Events Inc. |
| No compitió entre 2008 y 2015 |               |                        |                           |                    |                                |
| 2007                          | Saint Michael | Jewel Garner           | No clasificó              |                    |                                |
| 2006                          | No compitió   | No compitió            | No compitió               | No compitió        | No compitió                    |
| 2005                          | Saint Michael | Nada Yearwood          | No clasificó              |                    |                                |
| 2004                          | Saint Michael | Cindy Batson           | No clasificó              |                    |                                |
| 2003                          | Saint Michael | Nadia Forte            | No clasificó              |                    |                                |
| No compitió entre 2000 y 2002 |               |                        |                           |                    |                                |
| 1999                          | Saint Michael | Olivia Harding         | No clasificó              |                    |                                |
| No compitió entre 1988 y 1998 |               |                        |                           |                    |                                |
| 1987                          | Saint Michael | Dawn Michelle Waithe   | No clasificó              |                    |                                |
| 1986                          | Saint Michael | Roslyn Williams        | No clasificó              |                    |                                |
| 1985                          | Saint Michael | Liz Wadman             | No clasificó              |                    |                                |
| 1984                          | Saint Michael | Lisa Worme             | No clasificó              |                    |                                |
| No compitió entre 1980 y 1983 |               |                        |                           |                    |                                |
| 1979                          | Saint Michael | Barbara Bradshaw       | No clasificó              |                    |                                |
| 1978                          | Saint Michael | Judy Miller            | No clasificó              |                    |                                |
| 1977                          | Saint Michael | Margaret Rouse         | No clasificó              |                    |                                |
| 1976                          | Saint Michael | Jewell Nightingale     | No clasificó              |                    |                                |